# Frank Höndgen

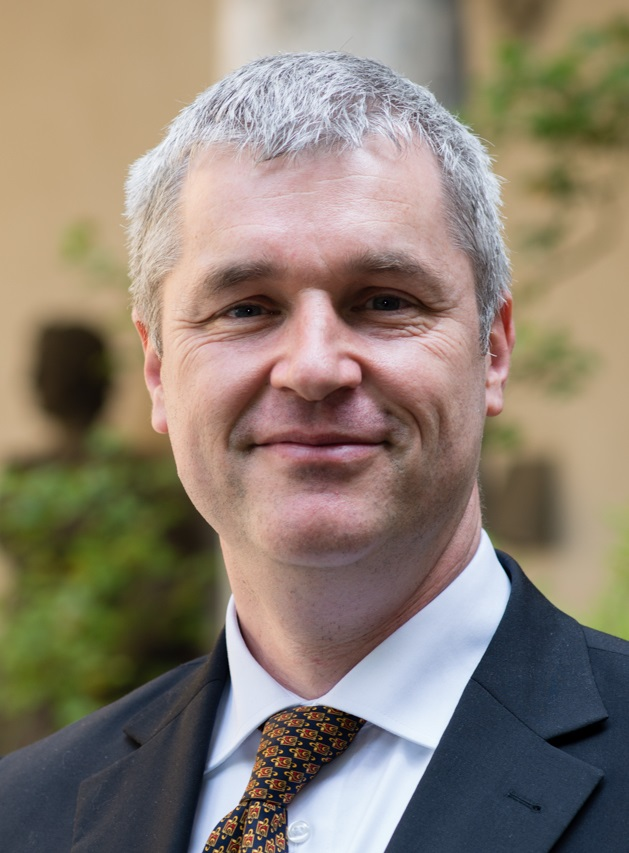
Frank Höndgen

Frank Höndgen (* 9. Juli 1967 in Bonn) ist ein deutscher Musikwissenschaftler sowie Kirchenmusiker und in dieser Position Sänger, Chorleiter, Dirigent und Autor.

## Leben
Frank Höndgen studierte katholische Kirchenmusik an der Hochschule für Musik und Tanz Köln unter anderem bei Clemens Ganz und Jürgen Kursawa (Orgel), Henning Frederichs und Reiner Schuhenn (Chor- und Orchesterleitung) und absolvierte Meisterkurse bei Frieder Bernius, Uwe Gronostay, Paul Hillier, Erwin Ortner, Michail Jurowski, Stephen Cleobury, David Hill, James Lancelot und Peter Neumann.
Er betrieb Studien zum Gregorianischen Choral (Kurse und Assistenztätigkeit bei Stefan Klöckner). 2012 promovierte er an der Kunstuniversität Graz im Fach Musikwissenschaft mit der Dissertation Die Antiphonen des muttersprachlichen Stundengebets der Abtei Münsterschwarzach – eine Studie zur Entstehungsgeschichte und kompositorischen Struktur.
2014 erhielt er das Licentiate of the Royal Schools of Music.
An den Priesterausbildungsstätten in Bonn und Köln hatte er Lehraufträge für Gesang, liturgisches Singen und Scholaleitung inne. Als Sänger und Solist war er vor allem mit dem Kölner Kammerchor und der Kartäuserkantorei Köln unter der Leitung von Peter Neumann tätig, wobei er auch Einstudierungsaufgaben großer sakraler Werke wie Mendelssohns Elias, Schuberts Es-Dur-Messe, Francks Seligpreisungen und Mozarts Requiem übernahm.
Von 1998 bis 2003 war Höndgen künstlerischer Leiter des Kammerchors Bonner Praetorius-Gemeinschaft (jetzt Figuralchor Bonn), u. a. mit Auftritten auf der EXPO 2000 in Hannover. 2000 bis 2005 hatte er die Stelle des Regionalkantors an der Wuppertaler Innenstadtgemeinde St. Antonius in Barmen inne. Von 2008 bis 2011 war er Lehrbeauftragter für Ensembleleitung am Institut für Musikpädagogik an der Ludwig-Maximilians-Universität München. Seit 2005 ist er Chordirektor und Leiter der Kirchenmusik an der Jesuiten Hofkirche St. Michael in München und zudem Vorstand der Musikstiftung St. Michael.
Höndgen ist Mitherausgeber einer Chorbuch-Reihe zum neuen Gesangbuch Gotteslob (Carus-Verlag 2013) inkl. CD-Produktion. Seit 2005 ist er Chordirektor an der Michaelskirche in München mit  Chor- und Orchesterarbeit mit verschiedenen Klangkörpern (Michaelschor, Orchester, Kammerchor, Collegium monacense, Choralschola) in Liturgie, Konzert und bei CD-Produktionen. Er arbeitet mit Orchestern der Landeshauptstadt München zusammen, wie dem Bayerischen Staatsorchester, dem Symphonieorchester des Bayerischen Rundfunks und den Münchner Philharmonikern, und mit Dirigenten wie Kent Nagano, Zubin Mehta, Dan Ettinger und Valery Gergiev.